# Chaowat Veerachat
Chaowat Veerachat (født 23. juni 1996) er en thailandsk fodboldspiller.